# Verona's overgave aan Venetië

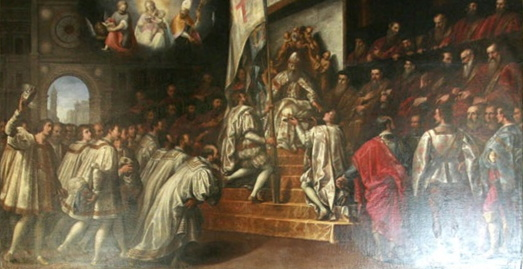
Pietro da Sacco uit Verona knielt voor de doge van Venetië

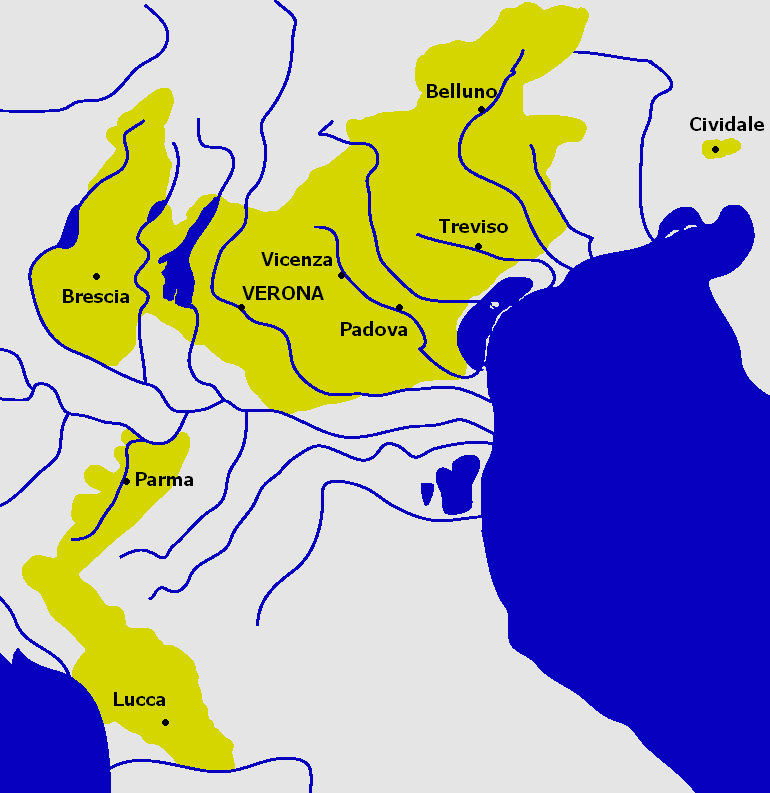
De maximale expansie van Verona onder het Huis Da Scala (14e eeuw)

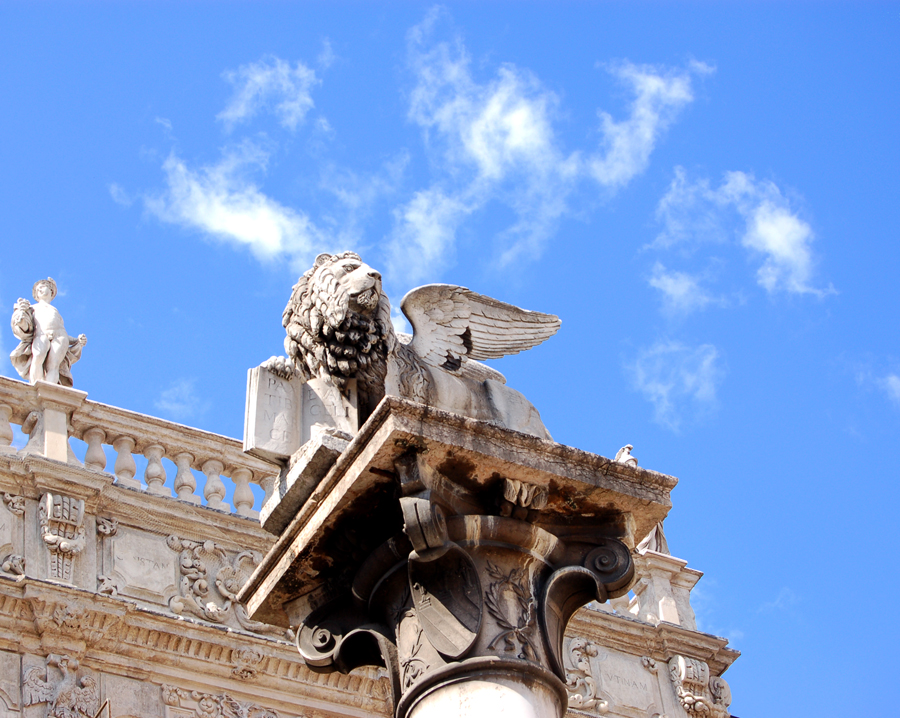
De Leeuw van San Marco (Venetië) in Verona

De stad Verona gaf zich over aan de Republiek Venetië op 24 juni 1405. Hiermee eindigde het semi-autonoom bestaan van Verona binnen het Heilige Roomse Rijk. De doge van Venetië, Michele Steno, annexeerde Verona door symbolisch de sleutels van de stad aan te nemen uit handen van de volksmenner Pietro da Sacco.

## Vooraf
In de loop van het 14e eeuw bereikte de stadstaat Verona haar maximale expansie in Noord-Italië. Aan het einde van de 14e eeuw geraakte het regerende huis Da Scala verzwakt. Door ruzies verdeeld kromp het territorium van de stadstaat Verona in, wat buurland Venetië goed uitkwam. Edelen uit het Huis Visconti uit het andere buurland, het hertogdom Milaan, bestuurden met harde hand Verona (vanaf 1387). Na de dood van Gian Galeazzo Visconti (1404) trokken troepen van Francesco II da Carrara Verona binnen. In hun kielzog trok een afstammeling van het Huis Da Scala mee, Guglielmo della Scala. Datzelfde jaar stierf Guglielmo della Scala in duistere omstandigheden. Francesco II da Carrara riep zichzelf uit tot heer van Verona (1404). Dit leidde tot volkswoede en rellen in de stad.

## Venetiaanse intocht
Venetiaanse troepen trokken Verona binnen. Het volk onder leiding van volksmenner Pietro da Sacca juichte hen toe. Zij verwelkomden de Venetianen als bevrijders (1405). 

## Doge van Venetië
Op 24 juni 1405 ontving de doge van Venetië, Michele Steno, een delegatie van Verona. Zij stond onder leiding van Pietro da Sacca. De delegatie was in het wit gekleed, als teken van oprechtheid. Zij boden de sleutels van Verona aan de doge aan. De vlag van Verona werd opgehangen in het dogenpaleis. De delegatie zwoer trouw aan de doge. Ondertussen was Francesco II da Carrara opgepakt en bevond zich in een gevangenis van Venetië, niettegenstaande hij een bondgenoot van Venetië was. Hij werd later gewurgd.
Nadien installeerde een delegatie uit Venetië zich in Verona. Verona werd bestuurd door twee rectoren uit Venetië: de een was de Podesta en de andere de Capitano. Dit kwam ook voor in andere steden bestuurd door Venetië. De Podesta was verantwoordelijk voor burgerzaken en rechtbanken; de Capitano was verantwoordelijk voor de troepen en de taksen. Verona kreeg een Grote Raad van 50 en een Kleine Raad van 12 voor wetgevend werk.
Hiermee breidde de Republiek Venetië, een zeevarend land met Byzantijnse wortels, zich belangrijk uit, over land, naar het westen.